# Las bicicletas son para el verano (película)
Las bicicletas son para el verano es una película española de 1984 dirigida por Jaime Chávarri y basada en la obra teatral homónima de Fernando Fernán Gómez.

## Argumento
En el verano de 1936 estalla la Guerra Civil tras el golpe de Estado de julio del 36. En la ciudad de Madrid, la familia formada por don Luis, su esposa Dolores y sus hijos, Manolita y Luisito, comparten la cotidianidad de la guerra con la criada y los vecinos de la finca. Luisito, a pesar de haber suspendido, quiere que su padre le compre una bicicleta. Pero la situación va a obligar a postergar la compra. Y el retraso, como la propia guerra, durará mucho más de lo esperado.

## Reparto
- Amparo Soler Leal como Dolores
- Agustín González como Luis
- Victoria Abril como Manolita
- Gabino Diego como Luisito
- Alicia Hermida como Antonia
- Patricia Adriani como María
- Marisa Paredes como Doña María Luisa
- Carlos Tristancho como Julio
- Aurora Redondo como Marcela
- Guillermo Marín como Don Simón
- Emilio Gutiérrez Caba como Anselmo
- Laura del Sol como una bailarina
- Miguel Rellán como Basilio
- Jorge de Juan como Pedrito

## Rodaje
El rodaje de la película empezó en julio de 1983. Fue la primera que se rodó gracias a un acuerdo firmado por las productoras y distribuidoras Twentieth Century-Fox (estadounidense) y la empresa española Incine. Los escenarios elegidos para el rodaje se sitúan en Madrid en zonas cercanas al Palacio Real, así como La Latina, Arganzuela y Retiro. Algunas escenas, como el desfile de los anarquistas por las calles de Madrid, provocaron en sus vecinos sentimientos opuestos entre quienes habían vivido la Guerra Civil. Mientras algunos acogieron las escenas con miedo, otros se emocionaban. El autor de la obra de teatro, Fernando Fernán Gómez, se quejaba de que los tranvías que aparecían en la película eran de color azul y no rojo, como él recordaba de su infancia.

## Palmarés
Festival Internacional de Cine de Karlovy Vary
| Categoría   | Persona          | Resultado |
| ----------- | ---------------- | --------- |
| Mejor actor | Agustín González | Ganador   |

Fotogramas de Plata 1984
| Categoría            | Persona          | Resultado |
| -------------------- | ---------------- | --------- |
| Mejor actriz de cine | Victoria Abril   | Candidata |
| Mejor actor de cine  | Agustín González | Candidato |

Premios ACE (Nueva York)
| Categoría              | Persona           | Resultado |
| ---------------------- | ----------------- | --------- |
| Mejor película         | Mejor película    | Ganadora  |
| Mejor actor            | Agustín González  | Ganador   |
| Mejor actor de reparto | Carlos Tristancho | Ganador   |